# Функція приналежності
Функція належності (англ. membership function) {\displaystyle \mu _{A}(x)} — узагальнення характеристичної (індикаторної) функції множини для нечіткої множини A.

## Визначення
Для множини {\displaystyle \mathbf {S} \ } та функції належності {\displaystyle \mu :\mathbf {S} \to [0,1]} нечітка множина визначається як
{\displaystyle {\tilde {\mathit {A}}}=\{(x,\mu _{A}(x))\mid x\in \mathbf {S} \}.}
При побудові функції належності з кожною нечіткою множиною A асоціюється деяка властивість, ознака або атрибут Г, яка характеризує деяку сукупність об'єктів S. Чим більшою мірою конкретний об'єкт {\displaystyle x\in S} володіє цією властивістю Г, тим ближче до відповідного значення {\displaystyle \mu _{A}(x)}. Якщо елемент {\displaystyle x\in S} безумовно володіє цією властивістю Г, то {\displaystyle \mu _{A}(x)=1}, якщо ж {\displaystyle x\in S} безумовно не володіє цією властивістю Г, то {\displaystyle \mu _{A}(x)=0}.

## Методи побудови функцій належності
Існують прямі та непрямі методи побудови функцій належності, що базуються на методах обробки експертної інформації. Прямі методи (найбільш відомі методи відносних частот, параметричний, інтервальний) доцільно використовувати для властивостей, ознак і атрибутів, що можна виміряти, таких як швидкість, час, температура, тиск і т. ін. При використанні прямих методів часто не потрібно абсолютно точного завдання всіх значень {\displaystyle \mu _{A}(x)}. Як правило, буває достатньо зафіксувати вид функції належності і характерні точки, за якими дискретне подання функції належності апроксимовано безперервним аналогом ‒ найпридатнішою типовою функцією належності. Непрямі методи (найвідоміший — метод парних порівнянь) використовують в тих випадках, коли в аналізованої предметної області відсутні властивості об'єктів, що можна виміряти.
Залежно від числа залучених до опитування експертів як прямі, так і непрямі методи поділяють на одиночні та групові. Найгрубішу оцінку характеристичних точок функції належності можна отримати опитуванням одного експерта, який просто задає для кожного значення {\displaystyle x\in X} відповідне значення {\displaystyle \mu _{A}(x)}.

## Вимоги до функцій належності
1. Функція належності повинна бути позитивною, тобто {\displaystyle \forall x\in S_{i},i={\overline {1,I}},\mu _{x_{i}}(x)\geq 0.}
2. Якщо це не обговорюється додатково, функція належності повинна бути нормальною, тобто {\displaystyle \mu _{x_{i}}(x)=1.} Якщо умова нормальності прийнята, то забороняється використання функцій належності, що не задовольняють цій умові (рис. 1).
Функція належності № 3 належить до заборонених, бо не відповідає другій вимозі. Крім того слід зазначити, що ця умова стосується початкових функцій належності, позаяк підчас виконання різних операцій над функціями належності ця умова може бути порушена.
3. У базовій множині термів Т заборонено використання пар термів, зображених на рисунку 2 (а, б).
У першому випадку (а) відсутня  природна межа між поняттями, репрезентованими сусідніми термами, у другому (б) ‒ ділянці [c, d] з області визначення не поставлено у відповідність будь-яке поняття .
4. Терми з мінімальними і максимальними номерами не можуть відповідати дзвоноподібній функції належності. Для цих термів функції належності мають S-подібний вигляд (рис. 3).
5. Функція належності може здаватися на безперервному або дискретному носії.

## Типові функції належності
Формальне визначення нечіткої множини не накладає ніяких обмежень на вибір конкретної функції належності для її подання. Однак на практиці зручно використовувати ті з них, які допускають аналітичне подання у вигляді деякої простої математичної функції. Це спрощує не тільки відповідні чисельні розрахунки, але і скорочує обчислювальні ресурси, потрібні для зберігання окремих значень цих функцій належності.

### Кусково-лінійні функції належності.
Ці функції належності складаються з відрізків прямих ліній, утворюючи безперервну або кусково-безперервну функцію. Найхарактернішим прикладом є «трикутна» (рис. 4, а) та «трапецієподібна» (рис. 4, б) функції належності. У нашому випадку кожна з цих функцій задана на універсумі Х = [0, 10], у ролі якого обрано замкнутий інтервал дійсних чисел. Назагал вибір універсуму може бути довільним, і не обмежений ніякими правилами.
Ці функції використовують, щоб завдати такі властивості множин, як характеризують невизначеність накшталт: «приблизно дорівнює», «середнє значення», «розташований в інтервалі», «подібний до об'єкта», «схожий на предмет» та ін.
Трикутна функція належності в загальному випадку може бути задана аналітично таким виразом:
де a, b, c – деякі числові параметри, які набувають довільних дійсних значень, і впорядковані відношенням {\displaystyle a\leq b\leq c.}
Стосовно до конкретної функції, зображеної на рис. 4 (а), значення параметрів дорівнюють: а = 2, b = 4, с = 7. Параметри a і c характеризують основу трикутника, а параметр b ‒ його вершину.
Трапецієподібна функція належності в загальному випадку може бути задана аналітично таким виразом:
де a, b, c, d – деякі числові параметри, які набувають довільних дійсних значень, і впорядковані відношенням {\displaystyle a\leq b\leq c\leq d.}
Стосовно до конкретної функції, зображеної на рис. 4 (б), значення параметрів рівні: а = 1, b = 3, с = 5, d = 8. Параметри а і d характеризують нижню основу трапеції, а параметри b та с ‒ верхня основа трапеції.

### Z-образні та S-образні функції належності.
Ці функції належності також отримали свою назву за виглядом кривих, які зображують їхні графіки.
Перша з функцій цієї групи називається Z-подібною кривою або сплайн-функцією і в загальному випадку може бути задана аналітично таким виразом:
де a, b – деякі числові параметри, які набувають довільних дійсних значень, і впорядковані відношенням {\displaystyle a<b.}
Графік цієї функції для деякої нечіткої множини А та універсуму Х =[0, 10] зображено на рис. 5 (а), при цьому значення параметрів відповідно дорівнюють а = 3, b = 6.

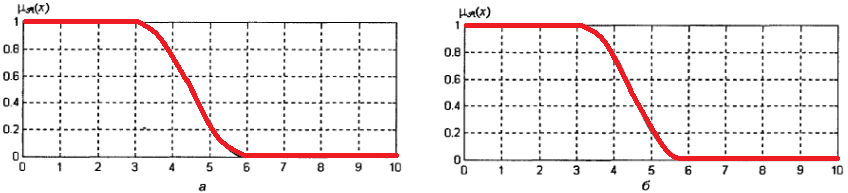
Рисунок 5 ‒ Графіки Z-образних функцій належності (а) та (б) при а = 3, b = 6

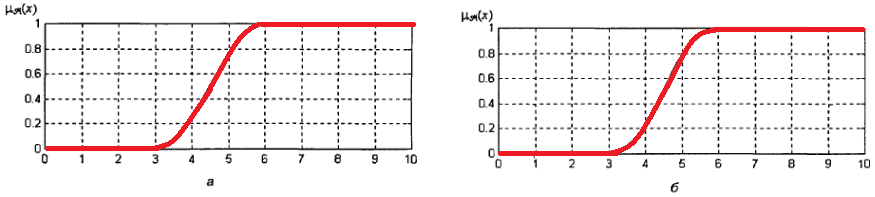
Рисунок 6 ‒ Графіки S-образних функцій належності (а) та (б)для значень параметрів а = 3, b = 6

Сплайн-функція може бути також задана іншим виразом:
де a, b – деякі числові параметри, які набувають довільних дійсних значень, і впорядковані відношенням {\displaystyle a<b.}
Графік цієї функції для деякої нечіткої множини А та універсуму Х =[0, 10] зображений на рис. 5 (б), при цьому значення параметрів відповідно рівні а = 3, b = 6.
Хоча на перший погляд відмінність між цими функціями ледь вловима, тим не менше, вона існує, в чому можна пересвідчитися за допомогою поєднання цих графіків на одному рисунку.
Z-образні та S-образні функції належності використовують для подання таких властивостей нечітких множин, які характеризуються невизначеністю типу: «мала кількість», «невеличке значення», «незначна величина», «низька собівартість продукції», «низький рівень цін або доходів», «низька процентна ставка» та багатьох інших. Загальним для всіх таких ситуацій є слабка ступінь прояви тієї чи іншої якісної або кількісної ознаки.
Друга з функцій даної групи називається S-подібної кривої або сплайн-функцією і в загальному випадку може бути задана аналітично наступним виразом:
де a, b – деякі числові параметри, які набувають довільних дійсних значень, і впорядковані відношенням {\displaystyle a<b.}
Графік цієї функції для деякої нечіткої множини А та універсуму Х = [0, 10] зображений на рис. 6 (а), при цьому значення параметрів відповідно рівні а = 3, b = 6.
Сплайн-функція може бути також задана іншим виразом:
де a, b – деякі числові параметри, які приймають довільні дійсні значення і впорядковані відношенню {\displaystyle a<b.}
Графік цієї функції для деякої нечіткої множини А та універсуму Х = [0, 10] зображений на рис. 6 (б), при цьому значення параметрів відповідно рівні а = 3, b = 6.
До типу S-образних і одночасно Z-образних функцій належності може бути віднесена так звана сигмоїдна функція (сигмоїд), яка в загальному випадку задається аналітично наступним виразом:
де a, b – деякі числові параметри, які приймають довільні дійсні значення і впорядковані відношенню {\displaystyle a<b,} e – основа натуральних логарифмів, яка ініціює завдання відповідної експоненціальної функції. При цьому в разі а>0 може бути отримана S-образна функція належності, а в разі а<0 ‒ Z-образна функція належності.
Графіки цієї функції для деякої нечіткої множини А та універсуму Х = [0, 10) зображені на рис. 7. При цьому S-образної функції належності відповідають значення параметрів а = 3, b = 6 (рис. 7 (а)), а Z-образної функції належності відповідають значення параметрів а = 3, b = 6 (рис. 7 (б)).

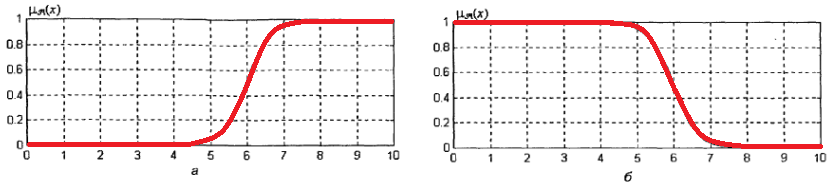
Рисунок 7 ‒ Графіки сигмоїдальної функції належності для значень параметрів а=3, b=6 (а) та а=3, b=6 (б)

Розглянуті S-образні функції використовуються для подання таких нечітких множин, які характеризуються невизначеністю типу: «велика кількість», «велике значення», «значна величина», «високий рівень доходів та цін», «висока норма прибутку», «високу якість послуг», «високий сервіс обслуговування» та багатьох інших. Загальним для всіх таких ситуацій є висока ступінь прояви тієї чи іншої якісної або кількісної ознаки.
Як окремі випадки Z і S-образних кривих зручно розглядати так звану лінійну Z-подібну функцію (рис. 8 (а)) та лінійну S-подібну функцію (рис. 8 (б)).

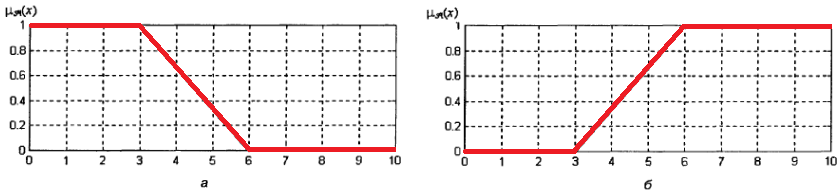
Рисунок 8 ‒ Графіки лінійної Z-образной функції (а) та лінійної S-образної функції (б) належності для значень параметрів а = 3, b = 6

Z-подібна функція в загальному випадку може бути задана аналітично наступним виразом:
де a, b – деякі числові параметри, які приймають довільні дійсні значення і впорядковані відношенню {\displaystyle a<b.}
Графік цієї функції для деякої нечіткої множини А та універсуму Х = [0, 10] зображений на рис. 8 (а), при цьому значення параметрів відповідно рівні а = 3, b = 6.
S-подібна функція в загальному випадку може бути задана аналітично наступним виразом:
де a, b – деякі числові параметри, які приймають довільні дійсні значення і впорядковані відношенню {\displaystyle a<b.}
Графік цієї функції для деякої нечіткої множини А та універсуму Х = [0, 10] зображений на рис. 8 (б), при цьому значення параметрів відповідно є рівними а = 3, b = 6.
Слід зауважити, що дані лінійні Z та S-образні функції можуть бути використані для побудови розглянутих вище трикутної та трапецієподібної функцій належності (рис. 9). Зокрема трикутна функція належності виходить як композиція лінійної Z-образної і лінійної S-образної функцій за такою формулою:
де a, b, c – деякі числові параметри, які приймають довільні дійсні значення і впорядковані відношенню {\displaystyle a\leq b\leq c.}
У цьому вираженні використовується операція взяття мінімуму (позначена знаком min) з усіх значень, зазначених в фігурних дужках через кому. При цьому, якщо відповідні функціональні значення залежать від деякої незалежної змінної (в нашому випадку від х), то під знаком мінімуму явно вказується діапазон або множина значень цієї змінної (в нашому випадку універсум Х).
Трапецієподібна функція належності виходить як композиція двох лінійних Z-образної і S-образної функцій за такою формулою:
де a, b, c, d – деякі числові параметри, які приймають довільні дійсні значення і впорядковані відношенню {\displaystyle a\leq b\leq c\leq d.}

### П-подібні функції належності
До даного типу функцій належності можна віднести цілий клас кривих, які за своєю формою нагадують дзвін, згладжену трапецію або букву «П».
Перша з подібних функцій так і називається П-подібна функція, і в загальному випадку задається аналітично наступним виразом:{\displaystyle f_{\Pi }(x;a;b;c;d)=f_{s}(x;a;b)\cdot f_{z}(x;c;d),}де a, b, c, d – деякі числові параметри, які приймають довільні дійсні значення і впорядковані відношенню {\displaystyle a\leq b\leq c\leq d}, а знак «•» позначає звичайне арифметичне множення значень відповідних функцій.
При цьому можуть бути використані будь-які з розглянутих вище Z- та S- образних функцій.
Зокрема, якщо використовувати функції {\displaystyle f_{s1}} та {\displaystyle f_{z1}} , то отримаємо П-функцію {\displaystyle f_{\Pi 1}}, графік якої для деякої нечіткої множини А та універсуму Х = [0, 10] зображений на рис. 9 (а). При цьому значення параметрів для функції {\displaystyle f_{s1}} рівні a = 1, b = 4, а для функції {\displaystyle f_{z1}} a = 5, d = 9. Якщо ж використовувати функції {\displaystyle f_{s2}} та {\displaystyle f_{z2}} ,то отримаємо П-функцію {\displaystyle f_{\Pi 2}}, графік якої для деякої нечіткої множини А та універсуму Х = [0, 10] зображений на рис. 9 (б) для тих же значень параметрів.

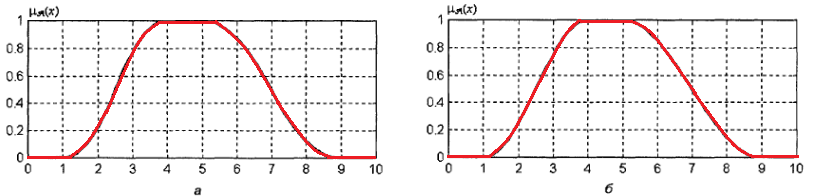
Рисунок 9 ‒ Графіки П-образних функцій належності (а) та (б) для значень параметрів а=1, b = 4, с = 5, d = 9

Наступна функція цього типу П-образних функцій визначається як добуток двох сигмоїдальних функцій і в загальному випадку може бути задана аналітично наступним виразом:
де a, b, c, d – деякі числові параметри, які приймають довільні дійсні значення, при чому {\displaystyle a>0}, {\displaystyle c<0}, і впорядковані відношенню {\displaystyle a\leq b\leq |c|\leq d}, а знак «•» позначає звичайне арифметичне множення значень відповідних функцій, а функція |c| ‒ модуль дійсного числа.

До П-образних функцій відноситься також так звана колоколоподібна (bell-shaped) функція, яка в загальному випадку задається аналітично наступним виразом:
де a, b, c – деякі числові параметри, які приймають довільні дійсні значення і впорядковані відношенню {\displaystyle a<b<c,} при чому параметр {\displaystyle b>0}. Тут функція {\displaystyle |x|} означає модуль дійсного числа.

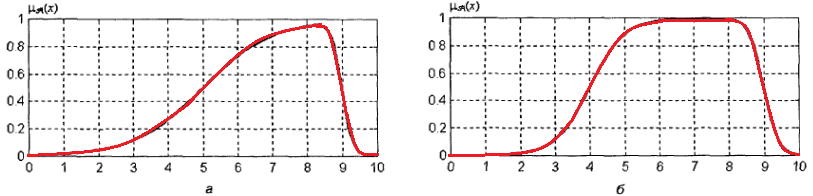
Рисунок 10 ‒ Графіки П-образних функцій належності для значень параметрів а = 1, b = 5, c = -7, d = 9 (а) і для значень параметрів а = 2, b = 4, c = -5, d = 9 (б)

Нарешті, останньою з розглянутих функцій даного типу є добре відома в теорії ймовірностей функція щільності нормального розподілення або Гаусова крива в припущенні, що {\displaystyle {\sqrt {2\pi \sigma }}=1}, і яка в нашому випадку задається аналітично наступним виразом:
де σ  та с ‒ числові параметри, при цьому квадрат першого з них {\displaystyle \sigma ^{2}} в теорії ймовірностей називається дисперсією розподілу, а другий параметр с ‒ математичним сподіванням.

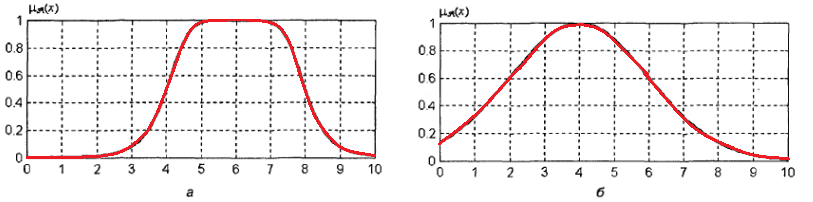
Рисунок 11 ‒ Графіки П-образних функцій належності для значень параметрів а = 2, b = З, з = 6 (а) і для значень параметрів а = 2, с = 4 (б)

З усіх розглянутих класів функцій належності найбільшого поширення набули трикутна, трапецієподібна, гаусова, сигмоїдна та сінглтон. Аналітичні вирази і графіки наведені в таблиці 1.
Таблиця 1 ‒  Популярні функції належності
| Найменування функції | Аналітичне вираження | Інтерпретація параметрів                                     |
| Трикутна             | {\displaystyle f_{\vartriangle }(x;a;b;c)={\begin{Bmatrix}0,&x\leq a\\{\frac {x-a}{b-a}},&a\leq x\leq b\\{\frac {c-x}{c-b}},&b\leq x\leq c\\0,&c\leq x\end{Bmatrix}},}      | а, с – носій нечіткої множини; b — координата максимуму.     |
| Трапецієподібна      | {\textstyle f_{T}(x;a;b;c;d)={\begin{Bmatrix}0,&x\leq a\\{\frac {x-a}{b-a}},&a\leq x\leq b\\1,&b\leq x\leq c\\{\frac {d-x}{d-c}},&c\leq x\leq d\\0,&d\leq x\end{Bmatrix}},} | а, d — носій нечіткої множини; b, c — ядро нечіткої множини. |
| Гаусова              | {\displaystyle f_{r}(x;\sigma ;c)=e^{-{\frac {(x-c)^{2}}{2\sigma ^{2}}}},}                                                                                                  | c — координата максимуму; σ — коефіцієнт концентрації.       |
| Сигмоїдальна         | {\displaystyle f_{sig}(x;a;b)={\frac {1}{1+e^{-a(x-b)}}},} | а — коефіцієнт крутизни; b — координата переходу через 0,5.  |
| Сінглтон             | {\displaystyle f_{singl}(x;a)={\begin{Bmatrix}1,\quad x=a\\0,\quad x\neq a\end{Bmatrix}},}                                                                                  | а — нечітке число, що представлене нечіткою множиною.        |

## Приклад функції належності
Розглянемо опис нечіткої множини, що визначається величинами «малої», «середньої» та «високою» швидкістю руху автомобіля в місті, що лежать в діапазоні [0, {\displaystyle x_{max}} ], де {\displaystyle x_{max}} ‒ максимальна швидкість автомобіля. Умовно приймемо, що множина {\displaystyle {\tilde {A}}} визначає діапазон «малих» швидкостей, наприклад [0-50] км/год, множина {\displaystyle {\tilde {B}}} ‒ діапазон «середніх» швидкостей [30-70] км/год, та множина {\displaystyle {\tilde {C}}} ‒ діапазон «високих» швидкостей [70-{\displaystyle x_{max}}] км/год.
На рисунку 12 представлені нечіткі множини {\displaystyle {\tilde {A}}}, {\displaystyle {\tilde {B}}}, {\displaystyle {\tilde {C}}} відповідними їм функціями належності. Множині {\displaystyle {\tilde {A}}} відповідає функція належності {\displaystyle \mu _{\tilde {A}}(x)}, множині {\displaystyle {\tilde {B}}} ‒ функція належності {\displaystyle \mu _{\tilde {B}}(x)}, і множині {\displaystyle {\tilde {C}}} відповідає функція належності {\displaystyle \mu _{\tilde {C}}(x)}.
Зауважимо, що в фіксованій точці {\displaystyle x=40} км/год функція належності {\displaystyle \mu _{\tilde {A}}(x)}, що описує діапазон «малих» швидкостей, приймає значення 0.5, тобто {\displaystyle \mu _{\tilde {A}}(40)=0.5}, І таке ж значення приймає функція належності нечіткої множини «середніх» швидкостей, тобто {\displaystyle \mu _{\tilde {B}}(40)=0.5}, тоді як {\displaystyle \mu _{\tilde {C}}(40)=0}.